# Weltausstellung Brüssel 1897
Die Weltausstellung 1897 in Brüssel (fr: Exposition Internationale de Bruxelles) war die zwölfte vom Bureau International des Expositions (BIE) anerkannte Weltausstellung. Sie fand zwischen dem 10. Mai 1897 und dem 8. November 1897 statt. 27 Länder und 10.668 Aussteller nahmen daran teil. Die Ausstellung verzeichnete 7,8 Millionen Besucher.

## Geschichte
Die Weltausstellung fand im Jubelpark (fr: Parc du Cinquantenaire) auf einer Fläche von 36 Hektar statt. König Leopold II nutzte die Gelegenheit, um im Rahmen der Weltausstellung in Tervuren auf einer Fläche von 96 Hektar zusätzlich eine Kolonialausstellung zum Freistaat Kongo durchzuführen. Der Freistaat Kongo war damals persönlicher Besitz des Königs.
Die beiden Ausstellungsgelände wurden mit einer neu gebauten Tramlinie, der heutigen Tramlinie 44, und mit der ebenfalls für die Ausstellung neu erstellten „Avenue de Tervueren“ miteinander verbunden. Die Ausstellung in Brüssel war die erste Weltausstellung mit einer eigenen wissenschaftlichen Themenschau (fr: Section des sciences), die der Mathematik, Physik und der Naturwissenschaft gewidmet war.
Der Generalsekretär des Kolonialministeriums, Baron van Etvelde, vergab den Auftrag zur Einrichtung eines Saales an den Architekten Paul Hankar (1859–1901) und den drei Kunstgewerblern Gustave Serrurier-Bovy (1858–1910), Hobé und Henry van de Velde. Die Initiative, Künstlern statt routinierten Dekorateuren einen solchen offiziellen Auftrag zu übergeben, bedeutete einen bemerkenswerten Schritt.
Für die Kolonialausstellung wurde ein Kolonienpalast im Jugendstil erbaut. Darin wurden die wichtigsten Importprodukte (u. a. Kaffee, Kakao und Tabak) aus dem Kongo, ethnographische Gegenstände und ausgestopfte, exotische Tiere präsentiert. Im Park in Tervuren wurde ein kongolesisches Dorf aufgebaut, in dem während der Ausstellung 267 Afrikaner lebten.
Ferner wurden in einem unterirdischen Verbindungsgang besondere und eigenartige Süßwasserfische aus Kongo gezeigt.
Diese Ausstellung wurde zu einem enormen Erfolg: In fünf Monaten verzeichnete die Ausstellung in Brüssel 6 Millionen und die Kolonialausstellung in Tervuren 1,8 Millionen Besucher. Die Ausstellung erwirtschaftete einen Gewinn von 1,3 Millionen belgischen Franc (260.000 US-Dollar). Der Kolonienpalast wurde nach Ablauf der Ausstellung als Königliches Museum für Zentral-Afrika weitergenutzt.

## Bildergalerie

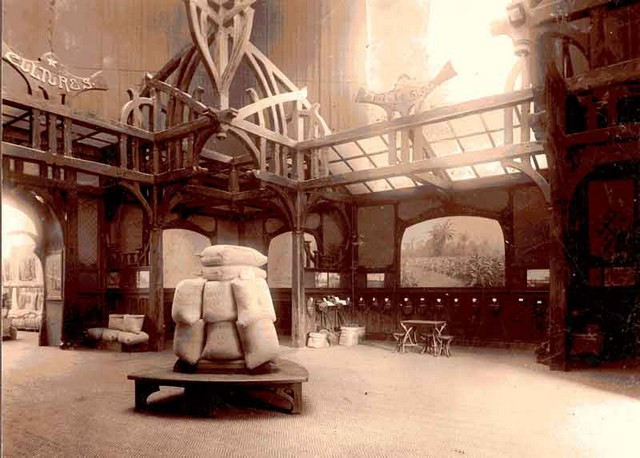
Ausstellungsraum in der Kolonialausstellung in Tervuren 1897
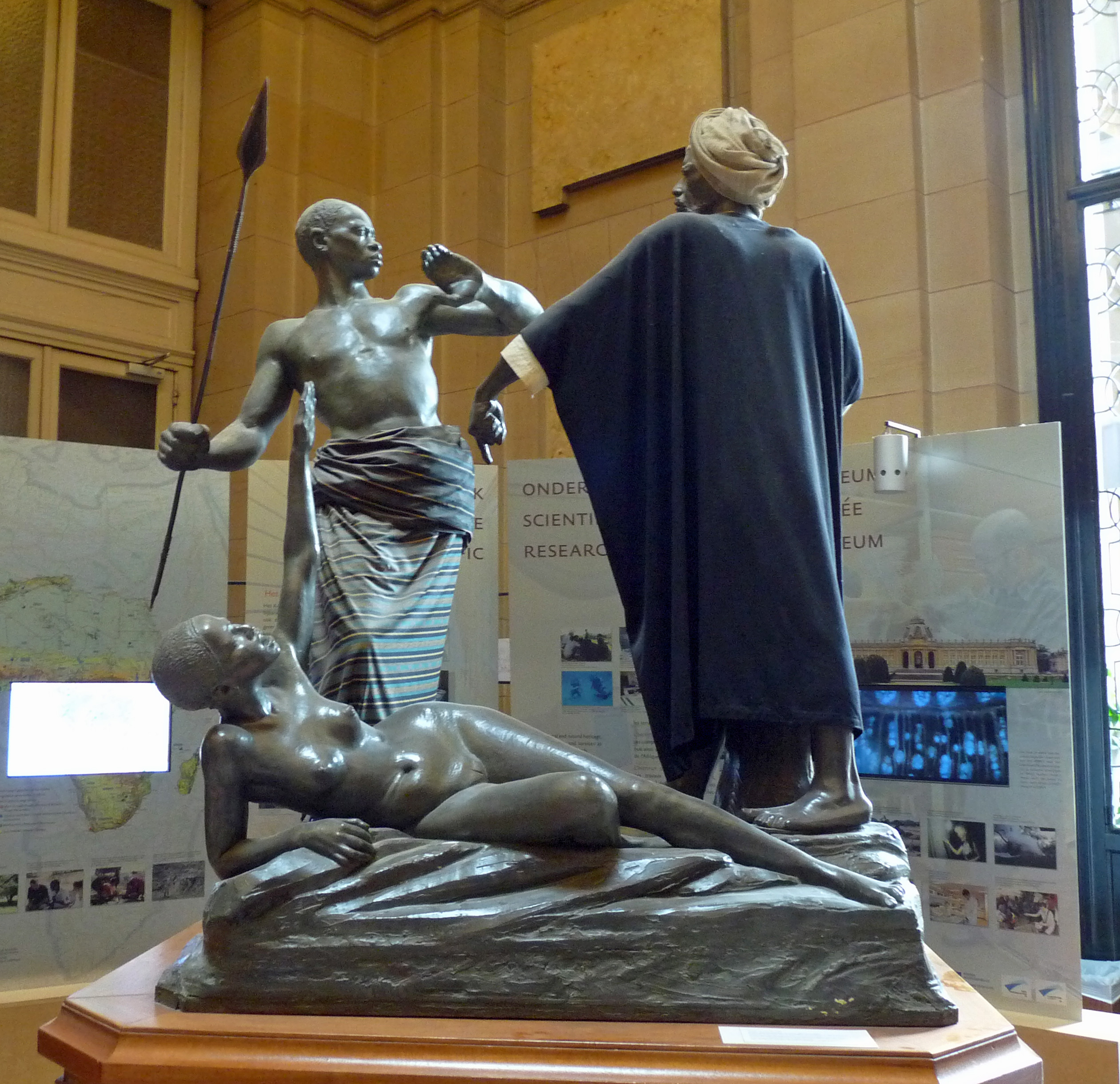
Skulptur von Charles Samuel für die Kolonialausstellung 1897: Vuakusu Batetela défendant une femme contre un Arabe
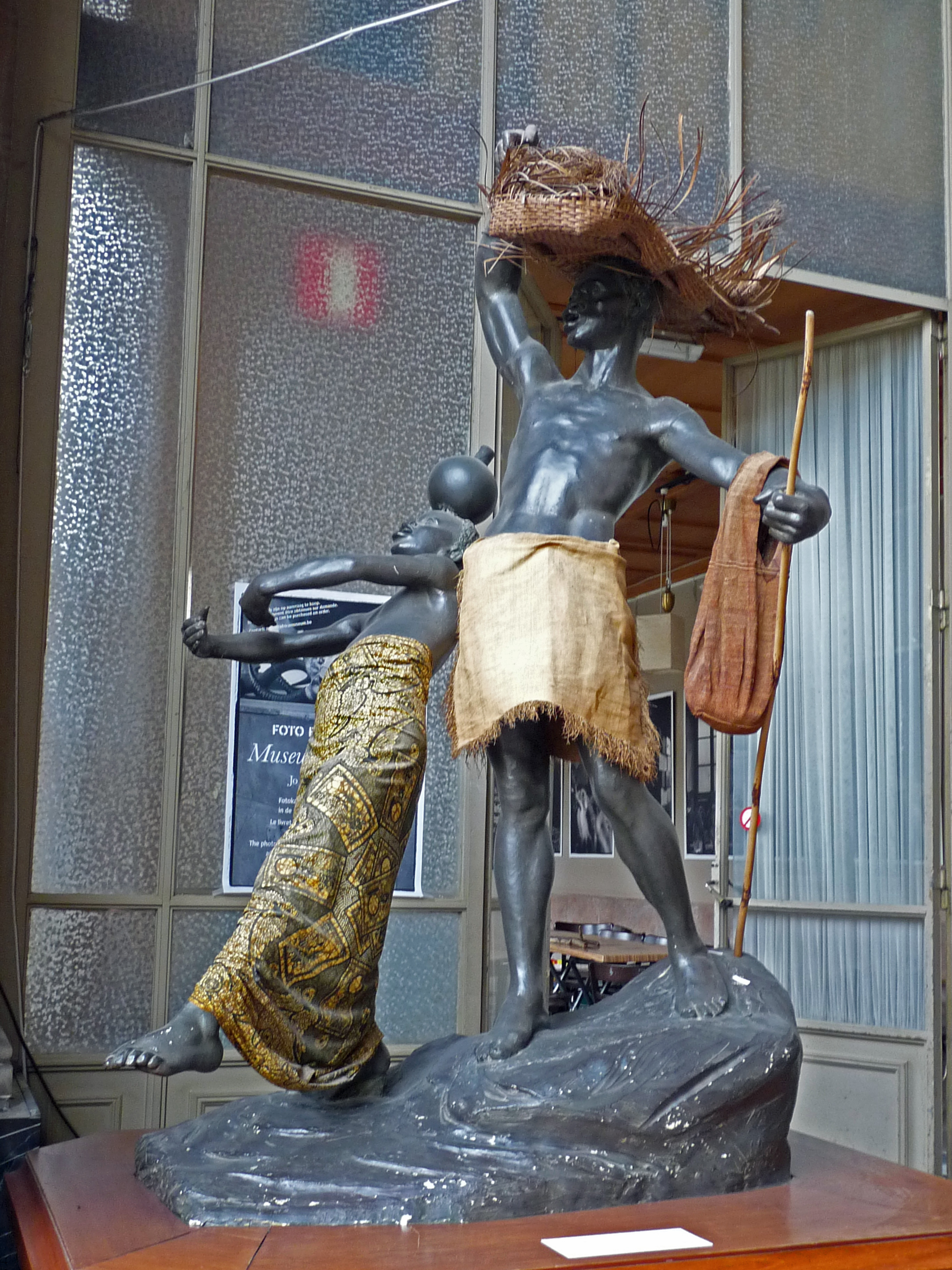
Skulptur von Julien Dillens für die Kolonialausstellung 1897: Les porteurs
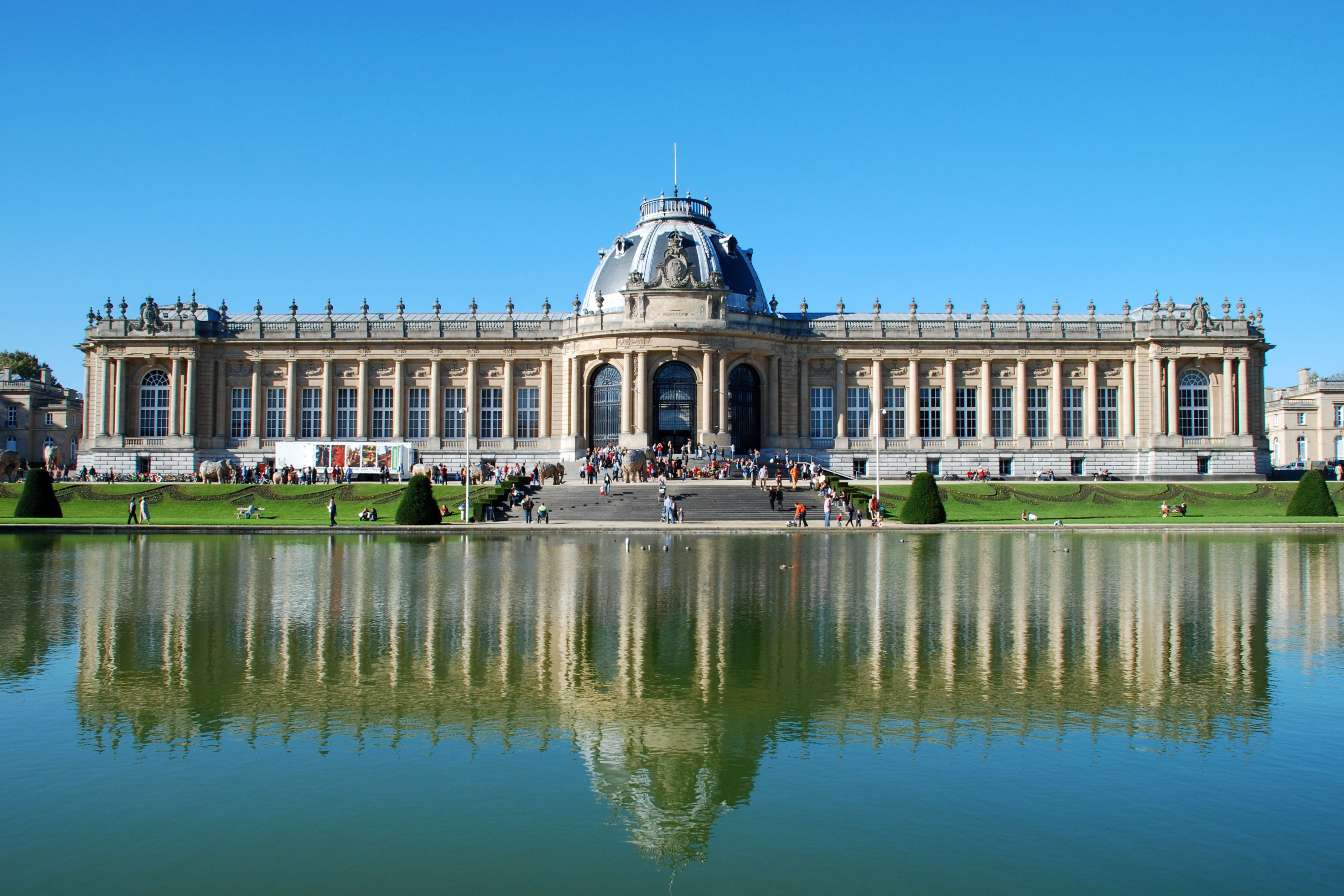
Das heutige Königliche Museum für Zentral-Afrika
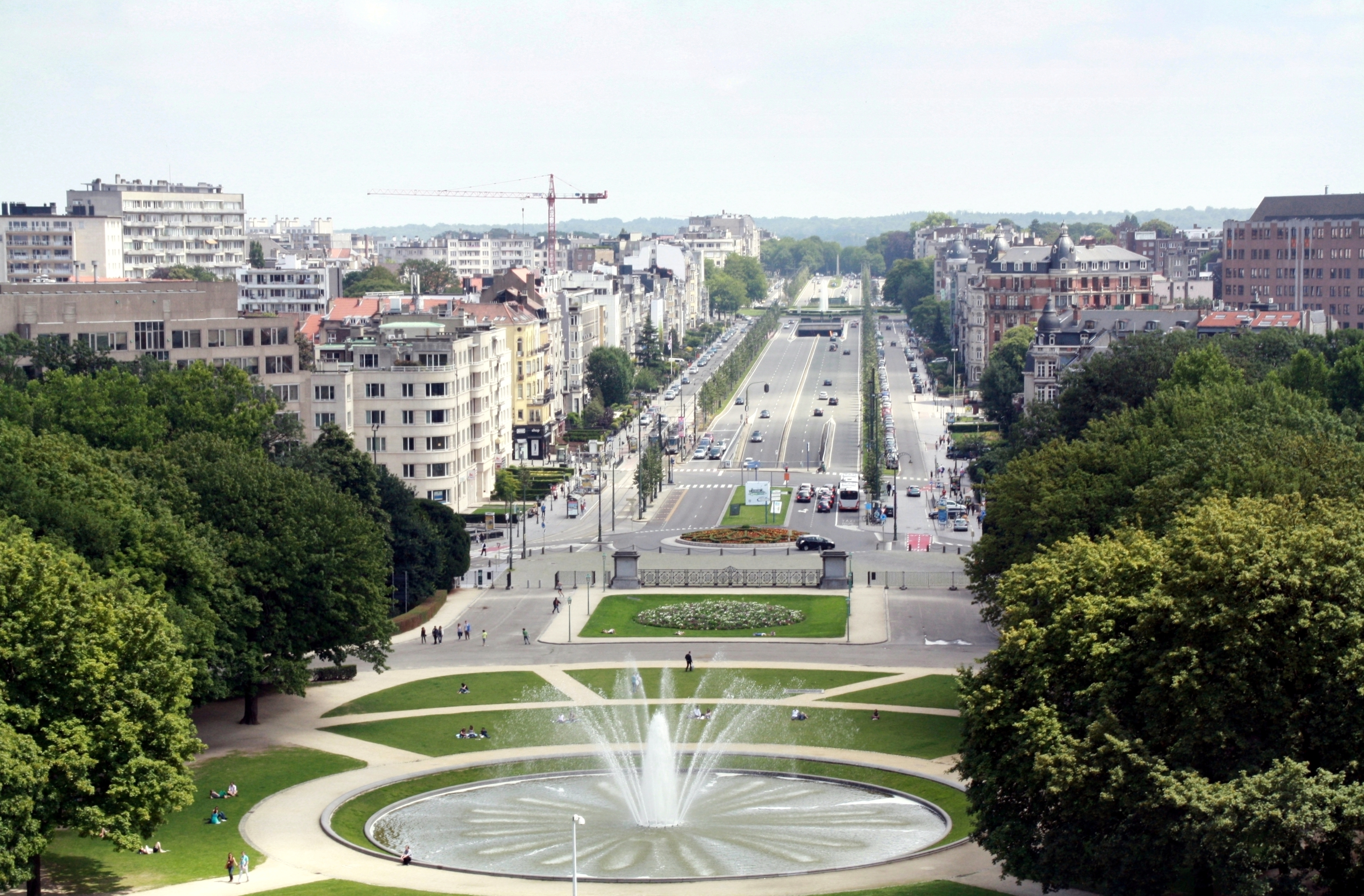
Avenue de Tervueren
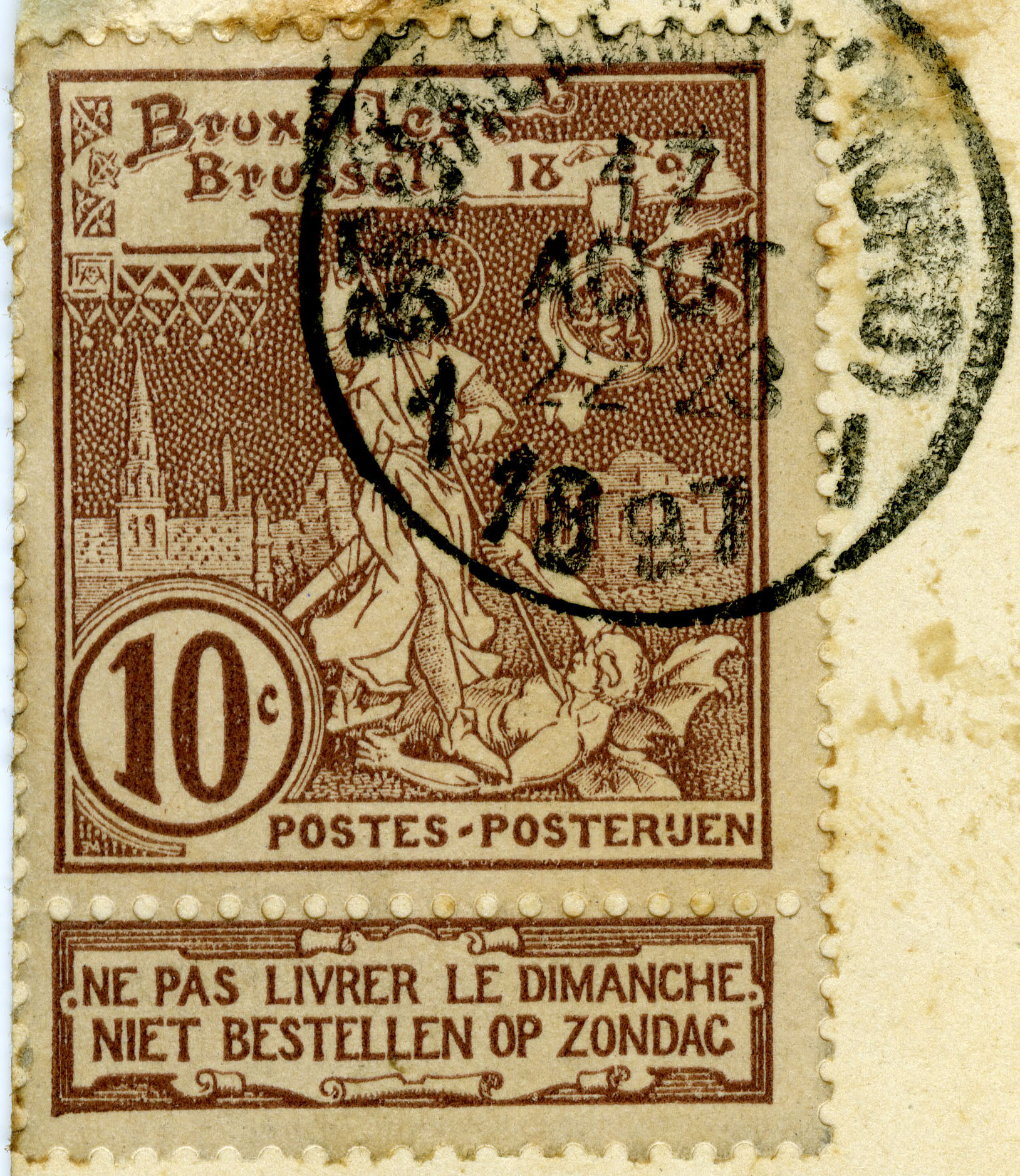
Briefmarke der Weltausstellung von 1897